# Chrám svatého Petra a Pavla (Bardejov)
Chrám svatého Petra a Pavla v Bardejově je řeckokatolická eklektická stavba s novorománskými prvky na fasádě.
Postaven byl v jižní části bývalého hradebního příkopu (dnes Jiráskova ulice) v letech 1901 - 1902.
Má podélný jednolodní prostor s polygonálním presbytářem, zaklenut je pruskými klenbami. Hlavní oltář je z roku 1903 a ikonostas z roku 1914.